# سترنالیتسه (استان اشوی‌داشکسیه)
سترنالیتسه (به لهستانی: Sternalice) یک منطقهٔ مسکونی در لهستان است که در گمینا لیپنگک واقع شده‌است. سترنالیتسه ۲۴۰ نفر جمعیت دارد.